# Genderová nerovnost
Genderová nerovnost je situace, kdy na základě pohlaví nebo genderu jsou určena rozdílná práva a rozdílná důstojnost pro ženy a pro muže. Navíc je nerovnost podporována genderovými stereotypy, které předurčují mužům a ženám určité sociální role. K této definici je také potřeba rozlišovat mezi pojmy gender a pohlaví, které bývají lidmi často zaměňovány.
Genderová nerovnost ovlivňuje postavení lidí ve všech oblastech života, v rodině, na pracovním trhu či v sociálních vztazích. V podstatě ve všech společnostech se ženy nacházejí v podřízeném postavení oproti mužům.

## Genderová nerovnost na trhu práce
Genderová nerovnost na trhu práce je významná nerovnost v postavení a příležitostech mezi muži a ženami, jednak v rozdílu platového ohodnocení, tak i v disproporci obsazení jednotlivých typů pracovních pozic. Ve většině zemí světa jsou ženy ohodnocovány za stejnou práci méně než muži. V Česku rozdíl hrubé hodinové mzdy muže a ženy tvoří 16,4 % v neprospěch žen, což Českou republiku řadí na 21. příčku v rovnosti platů mužů a žen v Evropské unii. 
Velkou roli v rozdílu platového ohodnocení hraje nepoměr v zastoupení mužů a žen v jednotlivých profesích. U profesí s převažujícím zastoupením žen je průměrné ohodnocení menší, než u profesí s majoritou mužů. Za faktory, které způsobují tuto disproporci můžeme řadit společenské stereotypy, v jejichž důsledku společnost očekává například lepší výsledky od žen v humanitních oborech, a naopak u mužů v oborech technických. 
Často také narážíme na vymezení určité skupiny povolání čistě na mužské a ženské na základě fyzické náročnosti, tedy že muži jsou přirozeně lépe připraveni na výkon práce např. horníka.  Ženy jsou v českých olympijských federacích zastoupené v menšině, pozici prezidenta zastává 92 % mužů a 8 % žen, pozici viceprezidenta zastává 91 % mužů a 9 % žen. Procentuální zastoupení žen ve výkonných orgánech národních federací olympijských sportů činí 25 %. V České republice kvůli tomuto problému vznikla Komise rovných příležitostí ve sportu. Od roku 1996 má za úkol podporovat aktivní činnost žen ve všech oblastech sportu v České republice, vytvářet podmínky pro zapojení žen do řídících funkcí ve sportu na domácí i mezinárodní scéně, stejně jako pomáhat šířit požadavek rovnoprávného postavení žen ve sportu.
Dle sociologického ústavu Akademie věd České republiky jsou tři čtvrtiny české populace toho názoru, že ženy jsou v různé míře znevýhodněné na trhu práce oproti mužům. Největší míru diskriminace společnost spatřuje v možnostech kariérního růstu, pouze třetina populace považuje možnost dosažení vyšších pozic ženami za stejnou, jako u mužů. Hlavní příčina nerovných podmínek na trhu práce u žen je předpoklad, že žena bude muset pečovat o děti a starat se o domácnost, a tedy nebude moci docházet do práce. Zároveň samotná zaměstnavatelská politika na trhu práce není vůči ženám příznivá, dává vyšší šance mužům, kteří na trhu práce dominují.

## Genderová nerovnost ve vzdělání
Historicky se považovala za příčinu nerovnosti menší vzdělanost žen než vzdělanost mužů, v dnešní době už celosvětový počet žen s vysokoškolským vzděláním převažuje počet mužů s vysokoškolským vzděláním, i přes to problém rozdílu v platovém ohodnocení přetrvává.
Nerovnost ve vzdělání existuje v několik oblastech. Cílem by mělo být především zaměření se na genderovou paritu, tj. vyrovnanější zastoupení dívek a chlapců v různých segmentech vzdělávacího systému, rovné a spravedlivé podmínky a zacházení s dívkami a chlapci v průběhu vzdělávání a vyrovnané zastoupení mužů a žen v jednotlivých stupních akademických hodností. Odstraňování genderové nerovnosti ve vzdělávání by přispělo k celkovému snížení nerovnosti jako takové, jelikož nerovnosti ve vzdělání mají velký dopad na následný pracovní a soukromý život. 

## Genderová nerovnost ve sportu
Nerovnost ve sportu je velmi aktuální téma, které řeší mnohé sportovní organizace jako Mezinárodní olympijský výbor či mezinárodní sportovní federace. Ačkoli dochází k přijímání nejrůznějších opatření, genderová nerovnost stále přetrvává i přes narůstající počet žen ve sportu. Sportovní federace v některých zemích západní Evropy přijaly opatření ke zvýšení počtu sportujících nebo fyzicky aktivních dívek a žen obecně.